# 하운
하운 (夏惲, ? ~ 189년 이전)은 중국 후한 말의 정치가이다.

## 생애
후한 영제(靈帝) 시대에 장양(張讓), 조충(趙忠) 등의 12명의 환관들이 중상시에 임명되었다고 한다. 하운도 그 12명 중에 이름이 있기 때문에, 이른바 십상시(十常侍)의 한 명이며, 십상시들은 그들 전부가 후(侯)에 봉해지고, 그 일가족들은 각지의 지방관들로 임명되어, 사복을 채웠다.
황건적의 난이 발생하자, 낭중(郎中)에 있던 장균(張鈞)은 황건적의 난은 십상시들이 사리사욕을 채우기 때문이라면서, 십상시들을 처형해서 천하에 사죄하여야 한다고 영제에게 진언하였지만, 영제는 오히려 십상시들을 감싸며 장균을 질책, 나중에 장균은 스스로 목숨을 끊었다. 또한 환관이었던 여강(呂強)은 환관들의 자제들을 관직에서 쫓아내야 한다고 주장했다. 이때 하운은 조충(趙忠)과 공동으로, 여강을 모반죄로 모함하였고, 영제의 의심을 받은 여강은 분에 못이겨 자살하고, 여강의 자제들도 무고를 받아 재산을 몰수당했다.
189년에 영제가 죽고, 하태후(何太后) 세력과 동태후(董太后) 세력이 갈등하였다. 이때 대장군이었던 하태후의 동생 하진(何進)은 동태후를 탄핵하며 표를 올렸다. 그 표 내용을 보면 “동태후께서는 지금은 고인(故人)이 된 하운(夏惲)과 봉서(封諝)를 시켜서 사리사욕을 채웠습니다.”라는 내용이 있다. 이 내용을 미루어 보건데 189년의 시점에서는 이미 하운과 봉서는 사망해 있는 것을 알 수 있다.

## 참고자료
- 후한서/권78（한자원문）
- 후한서/권10하 （한자원문）